# Pachyostose
Die Pachyostose ist eine Verdickung von Knochen durch die Verknöcherung von bindegewebigem Material der Knochenhaut (Periost). 
Die Pachyostose ist sowohl die Bezeichnung für die krankhafte Knochenverdickung bei Tier und Mensch, wo sie als Sonderform der Hyperostose auftritt, als auch für eine im Laufe der Evolution erworbene Anpassung der Landwirbeltiere (Tetrapoda) an ein Leben im Wasser um den statischen Auftrieb des Körpers auszugleichen. Von den heute lebenden (rezenten) Tieren haben nur Seekühe eine Pachyostose, besonders auffällig an den Rippenknochen.

## Anpassung an eine aquatische Lebensweise
Die Gruppen der Landwirbeltiere, die im Laufe ihrer Stammesgeschichte ins Wasser zurückkehrten, lösten das Problem des Auftriebs unterschiedlich. Manche Formen, z. B. die Krokodile, vermieden eine anatomische Anpassung und verschluckten stattdessen Steine, die so genannten Gastrolithen (Magensteine), als Ballast zur Kompensation des Auftriebes. Diese Theorie ist jedoch noch immer umstritten. Das zusätzliche Gewicht bewirkt, dass ihre Vertreter ohne Energieaufwand im Wasser schweben können.
Die körperliche Anpassung in Form der Pachyostose trat mehrfach unabhängig bei verschiedenen Tetrapodengruppen auf. Zu den ersten Anpassungen an ein Leben im Wasser gehört neben der Verbreitung der Extremitäten zu Ruderorganen die Verdickung der Knochen, die durch unterschiedliche histologische Veränderungen hervorgerufen werden kann. Sie tritt bereits bei den Mesosauria auf, den ersten Landwirbeltieren mit sekundärer aquatischer Lebensweise, beispielsweise bei Mesosaurus. Daneben ist sie noch bei einigen ursprünglichen Sauropterygiern wie den Pachypleuosauriern und Plesiosauriern, z. B. Kronosaurus, den Champosauriern und Claudiosaurus bekannt.